# 해운대 더샵 센텀파크
해운대 더샵 센텀파크(영어: Haeundae The Sharp Centum Park)는 대한민국 부산광역시 해운대구 재송동에 위치한 고층 아파트 단지다. 2002년에 착공하여 2005년에 완공하였다. 총 20개동으로 구성되어 있다. 최고 층수는 51층이고 최저 높이는 40층이다. 건설사는 포스코건설이다. 세대수는 2,800세대가 넘고 지하주차장에는 주차대수 5,000세대가 넘는다. 세대수와 주차대수는 단지마다 다르다.

## 역사
2002년 2월 포스코건설로 사명을 변경할 계획이 있다. 센텀파크 가구를 공급할 계획이 있다. 3월 포스코건설로 변경하고 영문명은 POSCO에서 POSCO E&C로 변경했다. 3월 말 센텀파크 가구를 공급한다. 1단지가 5월에 허가났고 착공하였다. 2단지가 6월에 허가가 났고 7월에 착공하였다. 2003년 이건창호는 청호공사에 대해서 계약했다. 2005년 10월에 1단지 사용이 승인되었고 11월에 입주했다. 12월에 2단지 사용이 승인되었다.

## 구성

### 1차
| 동 명칭 | 층수 | 높이 |
| ------- | ---- | ---- |
| 101동   | 41층 | 148m |
| 102동   | 51층 | 158m |
| 103동   | 41층 | 148m |
| 104동   | 51층 | 158m |
| 105동   | 41층 | 148m |
| 106동   | 51층 | 158m |
| 107동   | 51층 | 158m |
| 108동   | 51층 | 158m |
| 109동   | 43층 | 154m |
| 110동   | 51층 | 158m |
| 111동   | 43층 | 144m |
| 112동   | 51층 | 158m |
| 113동   | 51층 | 158m |
| 114동   | 51층 | 158m |

### 2차
| 동 명칭 | 층수 | 높이 |
| ------- | ---- | ---- |
| 201동   | 40층 | 144m |
| 202동   | 50층 | 154m |
| 203동   | 40층 | 144m |
| 204동   | 50층 | 154m |
| 205동   | 40층 | 144m |
| 206동   | 50층 | 154m |

## 높이
최고 높이는 158m이다. 102동, 104동, 106동, 107동, 108동, 110동, 112동, 113동, 114동 높이가 최고 높이다. 최저 높이는 144m이다. 111동, 201동, 203동, 205동 높이가 최저 높이다. 완공 당시 해운대구에서 가장 높은 아파트가 되었다. 처음에 들어서는 지상 50층 이상 아파트 단지다. 2008년 해운대 더샵 센텀스타 B동(지상 60층, 212m)이 완공되기 전까지 가장 높았다.

## 특징
초고층 대단지 아파트이다. 신뢰도가 높고 분양에 성공한 아파트다. 건물 구조는 철근콘크리트구조다. 엘리베이터에는 오티스 엘리베이터 DS-4, 티센크루프동양엘리베이터 DY30L, 현대엘리베이터 WBLX1이 있다. 속도는 지상 50층 ~ 51층 기준 엘리베이터의 경우는 180m/min이다. 엘리베이터 수는 1단지는 총 46대(일반 25대, 비상용 21대)고 2단지는 총 18대(일반 10대, 비상용 8대)다. 주차대수는 1단지는 총 4584대(세대당 1.67대)고 2단지는 1405대(세대당 1.4대)다.

## 내부 시설
다음은 해운대 더샵 센텀파크의 내부 시설이다.
| 층수                | 시설       |
| ------------------- | ---------- |
| 2층 ~ 51층          | 아파트     |
| 1층                 | 로비       |
| 지하 3층 ~ 지하 1층 | 지하주차장 |

## 학군
- 초등학교 : 센텀초등학교
- 중학교 : 센텀중학교
- 고등학교 : 센텀고등학교

## 같이 보기
- 해운대 더샵 센텀스타
- 부산광역시의 마천루 목록